# Ciutadilla
Ciutadilla ist eine katalanische Gemeinde (Municipio) mit 194 Einwohnern (Stand: 2024) in der Provinz Lleida im Nordosten Spaniens. Sie ist Teil der Comarca Urgell. 

## Lage
Ciutadilla liegt etwa 35 Kilometer ostsüdöstlich von Lleida in einer Höhe von ca. 520 m. 

## Einwohnerentwicklung
| 1900 | 1930 | 1950 | 1970 | 1981 | 1991 | 2001 | 2011 | 2021 |
| ---- | ---- | ---- | ---- | ---- | ---- | ---- | ---- | ---- |
| 713  | 658  | 569  | 309  | 283  | 230  | 215  | 210  | 202  |

## Sehenswürdigkeiten

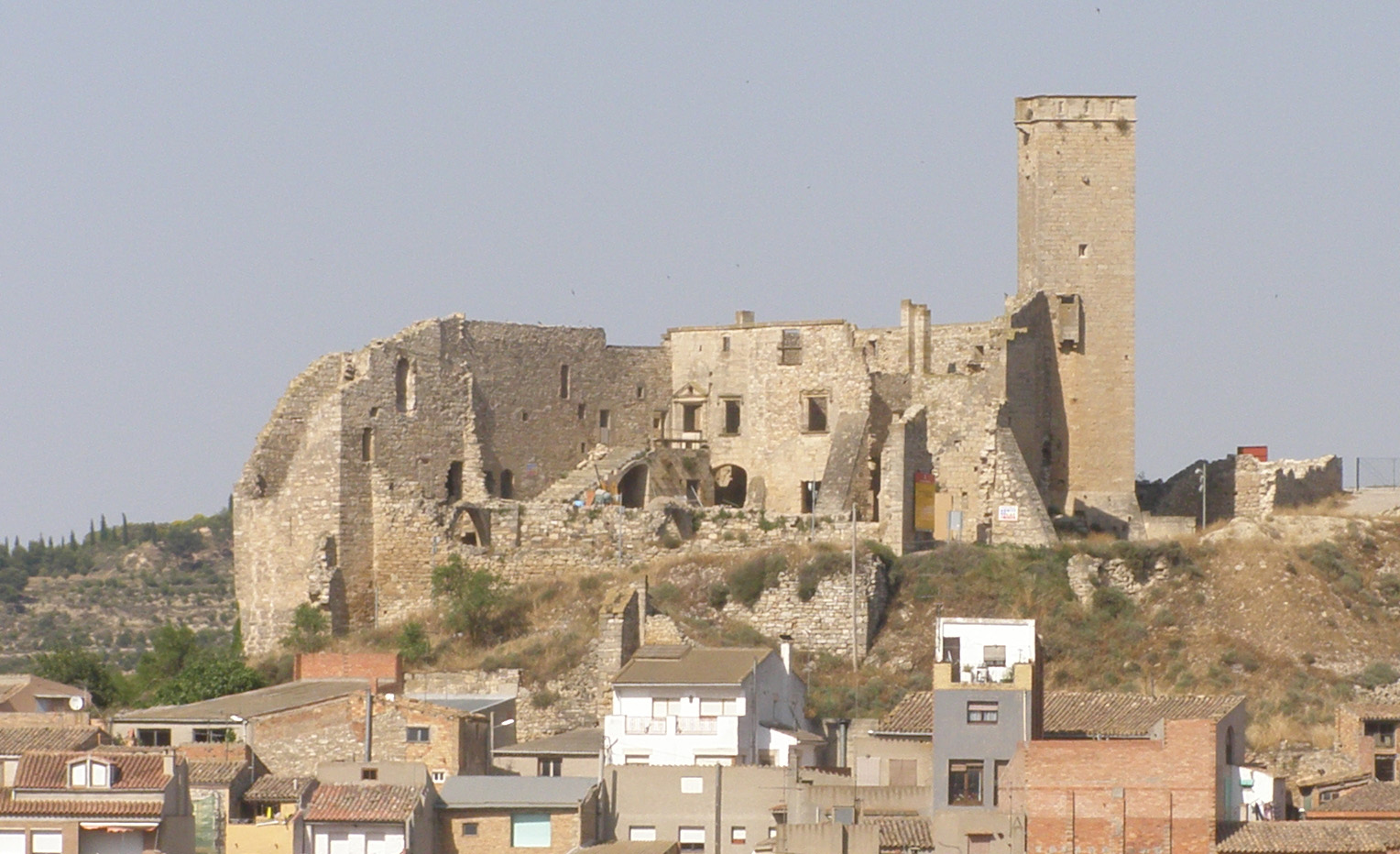
Burg von Ciutadilla
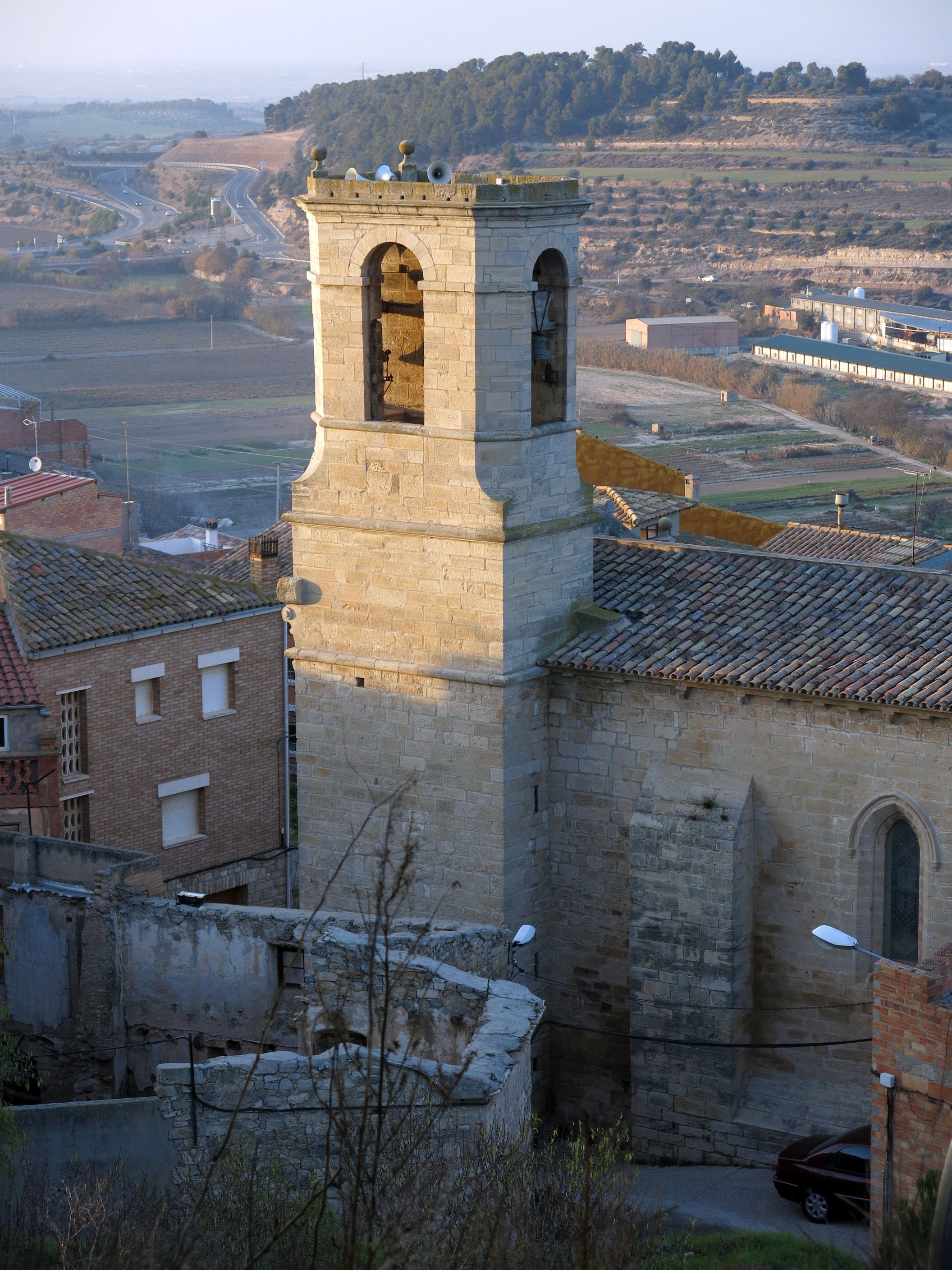
Michaeliskirche

- Burg von Ciutadilla
- Michaeliskirche